# Adiantum tracyi
Adiantum tracyi là một loài dương xỉ trong họ Pteridaceae. Loài này được C.C. Hall ex W.H. Wagner pro. hybr. mô tả khoa học đầu tiên năm 1956.